# دالگرن (ویرجینیا)
دالگرن (به انگلیسی: Dahlgren) یک منطقهٔ مسکونی در ایالات متحده آمریکا است که در شهرستان کینگ جورج، ویرجینیا واقع شده‌است. دالگرن ۲٫۹ کیلومتر مربع مساحت و ۲٬۶۵۵ نفر جمعیت دارد و ۶ متر بالاتر از سطح دریا واقع شده‌است.